# Котиковское сельское поселение
Котиковское се́льское поселе́ние — муниципальное образование в Вяземском районе Хабаровского края Российской Федерации. Образовано в 2004 году.
Административный центр — село Котиково.

## Население
| 2010 | 2011 | 2012 | 2013 | 2014 | 2015 | 2016 |
| ---- | ---- | ---- | ---- | ---- | ---- | ---- |
| 578  | ↘577 | ↗589 | ↘574 | ↘565 | ↘554 | ↘536 |
| 2017 | 2018 | 2019 | 2020 | 2021 |      |      |
| ↗544 | ↘540 | ↘535 | ↗543 | ↘514 |      |      |

## Населённые пункты
В состав поселения входят 3 населённых пункта:
| № | Населённый пункт | Тип             | Население |
| - | ---------------- | --------------- | --------- |
| 1 | Гедике           | посёлок станции | ↗18       |
| 2 | Котиково         | село            | ↘496      |
| 3 | Роскошь          | село            | ↘0        |